# FDGB-Ferienheim Fritz Heckert

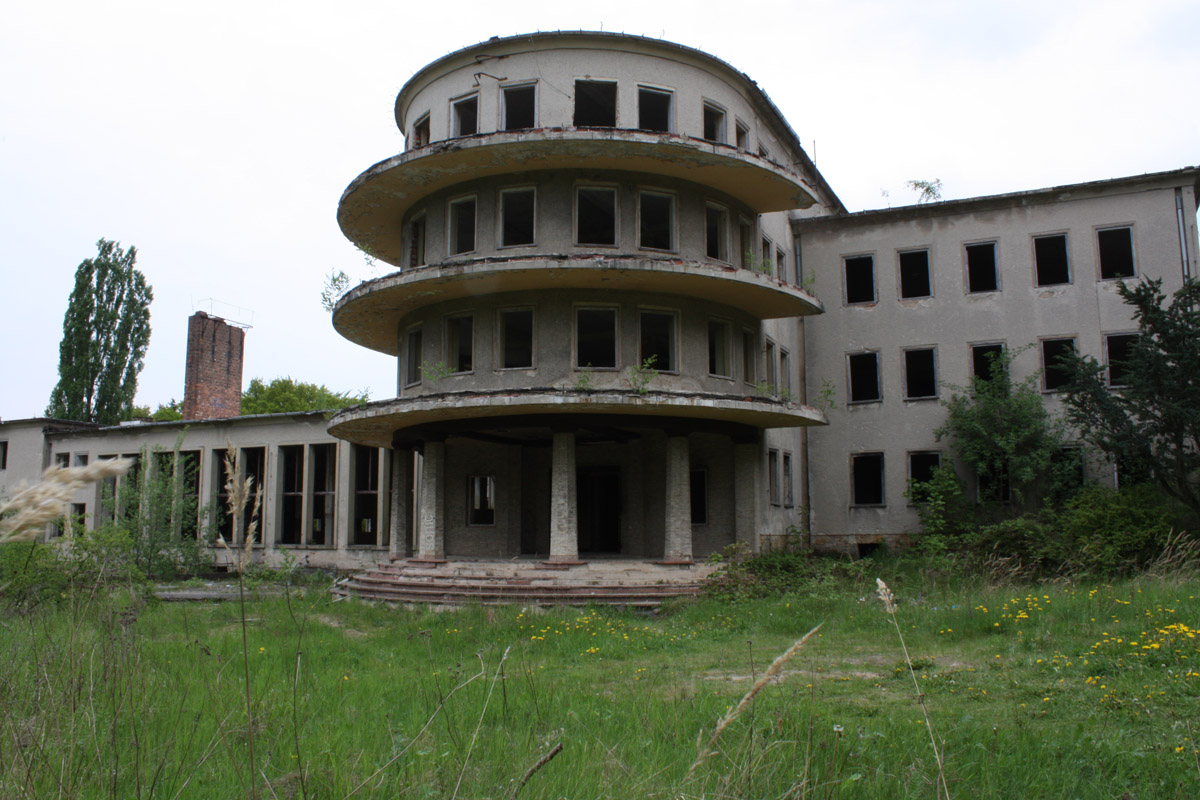
Eingangsbereich des Ferienheims Fritz Heckert, 2009

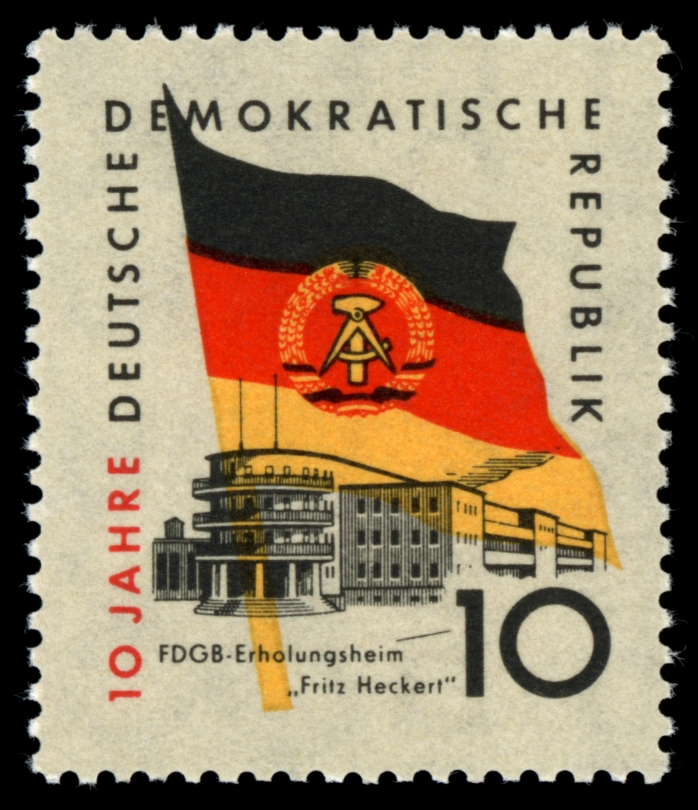
10-Pfennig-Sondermarke der DDR-Post 1959 mit einer Abbildung des Ferienheims

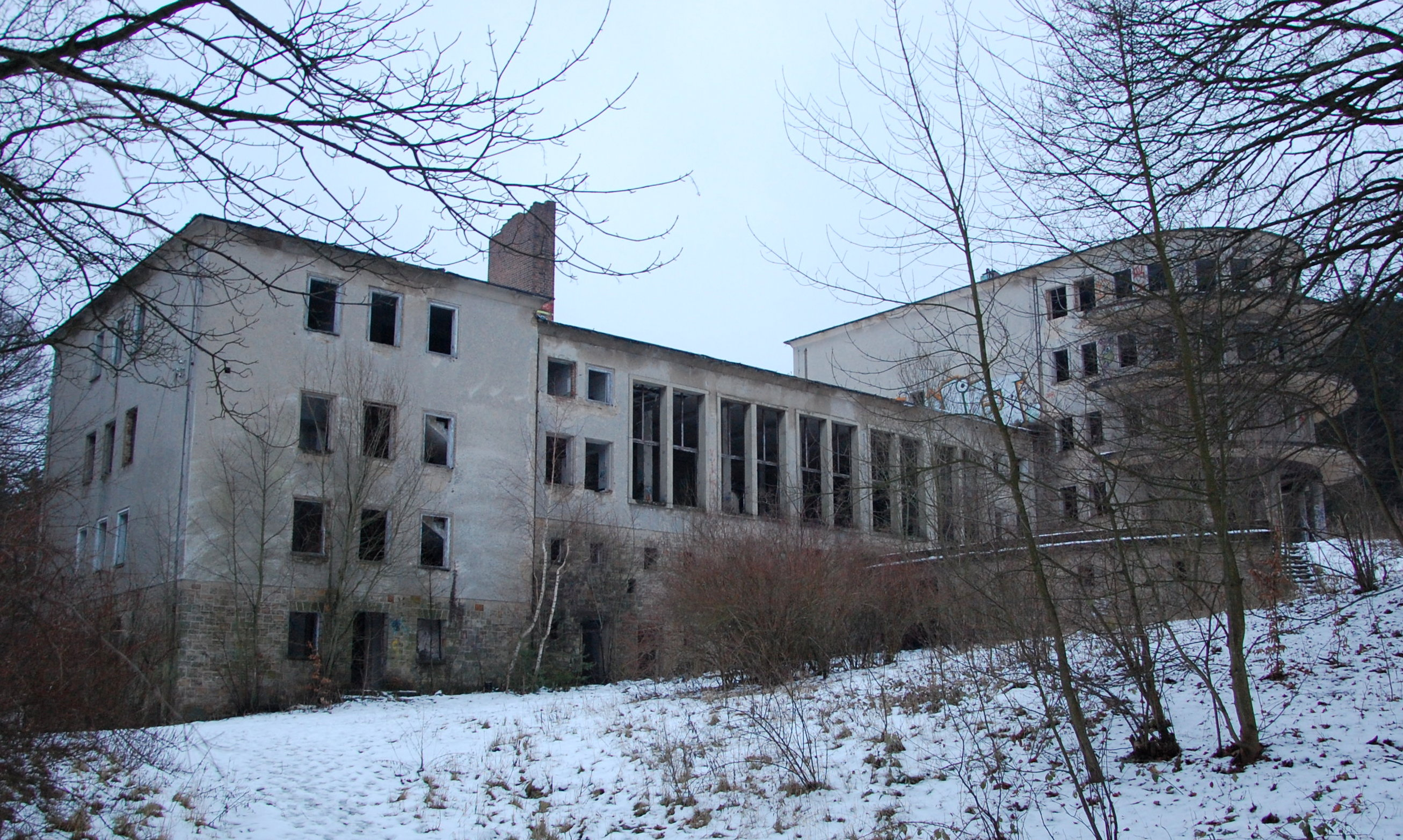
Frontseite

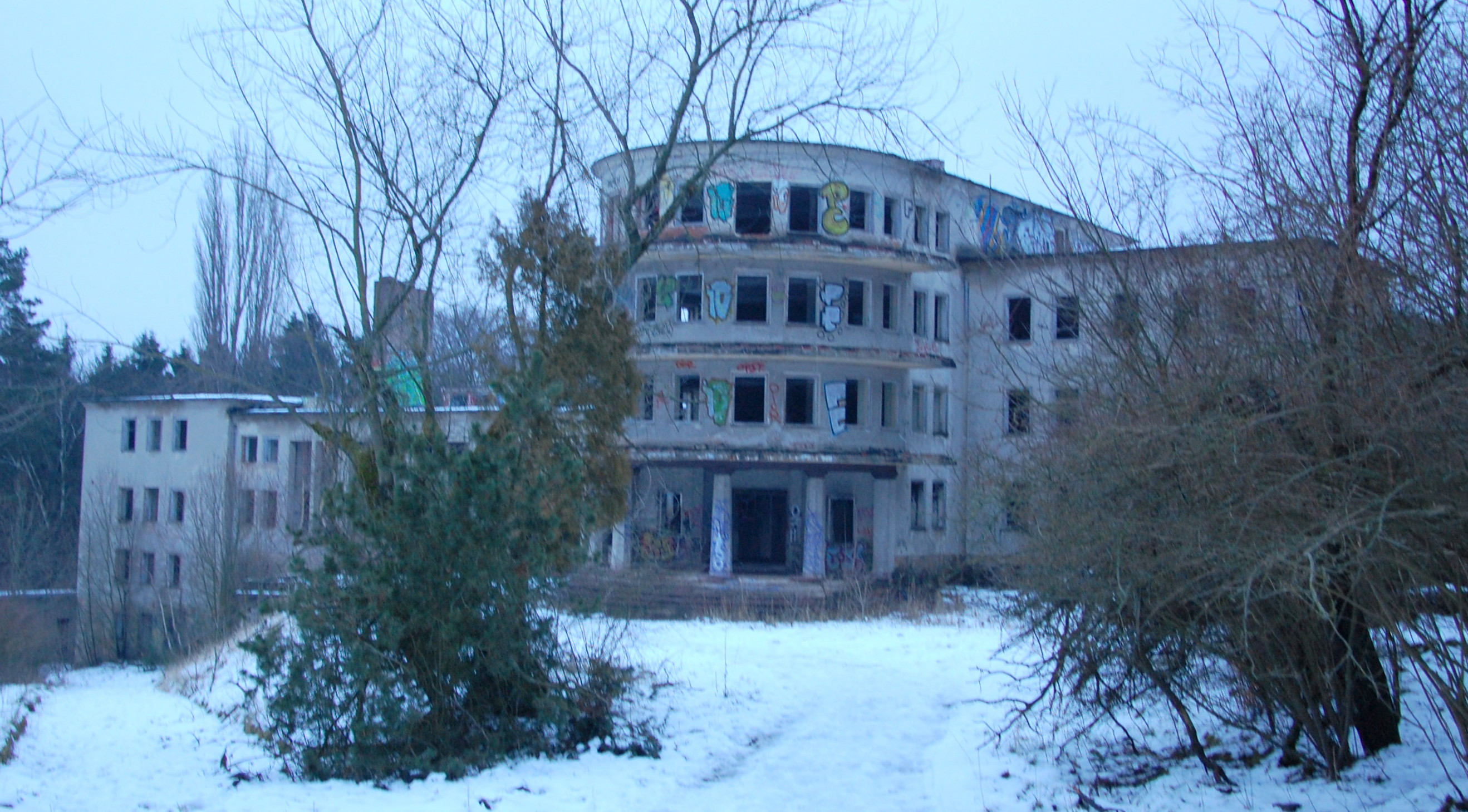
Blick von Südwesten

Das FDGB-Ferienheim Fritz Heckert ist ein denkmalgeschütztes Gebäude in dem zur Stadt Quedlinburg in Sachsen-Anhalt gehörenden Ortsteil Stadt Gernrode.

## Lage
Es befindet sich am nördlichen Harzrand auf dem Kuhkopf südlich oberhalb der Gernröder Altstadt und ist im örtlichen Denkmalverzeichnis als Heim eingetragen.

## Architektur und Geschichte
Das große Ferienheim war der erste Neubau in der Geschichte des Tourismus in der DDR und entstand in den Jahren von 1952 bis 1954 nach einem Entwurf des halleschen Ingenieurbüros Maedecke im Stil der Klassischen Moderne. Die Gestaltung lehnt sich dabei an die des Berliner Olympischen Dorfes von 1936 an. Es entstand im Auftrag der DDR-Einheitsgewerkschaft FDGB, die in der DDR maßgeblich für die Bereitstellung von Urlaubsplätzen verantwortlich war. Benannt wurde das Heim nach dem KPD-Politiker Fritz Heckert (1884–1936).
Der Eingangsbereich des Heims ist auf der Westseite angeordnet und ragt halbrund geschwungen aus der Flucht des Gebäudes vor und ist mit Terrassen versehen. Auf der Südseite des Bettentrakts befinden sich Laubengänge.
Im Inneren des Hauses besteht ein großes Vestibül und Säle in den einzelnen Geschossen.
Die Eröffnung erfolgte am 11. Juli 1954. Im Jahr 1959 war das Ferienheim auf einer DDR-Briefmarke abgebildet. 1969 wurde das Heim um ein Bettenhaus mit 150 Betten sowie eine Gaststätte mit Bar erweitert. Nach der politischen Wende des Jahres 1989 wurde das Heim im Jahr 1990 geschlossen. Die Anlage stand leer und verfiel. 1998 wurde das später errichtete Bettenhaus wieder abgerissen. Vor dem Heim befand sich die von Heinz Beberniß geschaffene Plastik Junge Familie. Sie wurde 1999 sichergestellt und in der heutigen Otto-Franke-Straße in Gernrode neu aufgestellt.
Das Ferienheim steht leer, ist ruinös und dringend sanierungsbedürftig. Das verfallende Gebäude wird porträtiert in dem Dokumentarfilm „Vergessen im Harz II“ von Enno Seifried, der im Mai 2016 in Thale Premiere hatte. Im Juli 2021 kündigte der Ortsteil Stadt Gernrode den Verkauf der Immobilie an, in der Ferien- und Eigentumswohnungen entstehen sollen.
Die neuen Eigentümer wollen das in den letzten Jahren als Lost Place bekannt gewordene Gelände kernsanieren, umbauen und bis 2026 mit Ferienapartments, Sport- und Wellnessanlagen sowie einem Restaurant wieder eröffnen.
Im örtlichen Denkmalverzeichnis ist das Erholungsheim unter der Erfassungsnummer 094 21160 als Baudenkmal verzeichnet.

## Film
- Der Osten Gernrode: Das ehemalige Ferienheim „Heckert“ soll umgebaut werden. MDR Sachsen-Anhalt, 21. April 2023.[8]
- Das Heckert – DDR Ferienheim im Harz MDR Doku.